# ロキソプロフェン
ロキソプロフェン（Loxoprofen）は、プロピオン酸系の解熱消炎鎮痛剤。商品名はロキソニン（Loxonin、登録商標
第1861751号ほか）で、第一三共が開発・発売し、後発医薬品も各社から発売されている。現在、日本・メキシコ・ブラジルでよく使用されている抗炎症薬の一つである。

## 経緯
当時の三共が創製。1986年に医療用医薬品「ロキソニン錠・細粒」として日本国内で発売された。先発品としての外用剤としてはパップ剤が2006年、テープが2008年、ゲル剤は2010年に発売された。後述する、市販向けの一般用医薬品は2011年から発売されている。
従来は尿量減少（急性腎不全）、全身性浮腫（ネフローゼ症候群）、発熱（間質性腎炎）の副作用の疑義により劇薬に指定されていたが、2009年10月21日に開催された医薬品第一部会において、22年間にわたる医療用医薬品としての使用実績から蓄積された知見により、「毒薬・劇薬指定基準」のいずれにも該当しないと判断され、2010年1月20日以降は医薬品添付文書の規制区分から劇薬の記載が解除される。

## 適用
変形性関節症、慢性関節リウマチ、頸肩腕症候群、肩関節周囲炎、筋肉痛、腰痛、急性上気道炎、歯痛、手術後の鎮痛。

## 禁忌事項
- 消化性潰瘍のある患者［プロスタグランジン生合成抑制により、胃の血流量が減少し消化性潰瘍が悪化することがある。］[3]
- 重篤な血液の異常のある患者［血小板機能障害を起こし、悪化するおそれがある。］[3]
- 重篤な肝障害のある患者［副作用として肝障害が報告されており、悪化するおそれがある。］[3]
- 重篤な腎障害のある患者［急性腎不全、ネフローゼ症候群等の副作用を発現することがある。］[3]
- 重篤な心機能障害のある患者［腎のプロスタグランジン生合成抑制により浮腫、循環体液量の増加が起こり、心臓の仕事量が増加するため症状を悪化させるおそれがある。］[3]
- 本剤の成分に過敏症の既往歴のある患者[3]
- アスピリン喘息（非ステロイド性消炎鎮痛剤等による喘息発作の誘発）またはその既往歴のある患者［アスピリン発作を誘発することがある。］[3]
- 妊娠末期の女性[3]

## 一般的注意・副作用
- 発疹、かゆみ、皮膚障害、胃部不快感、腹痛、まれに間質性肺炎やアナフィラキシー様症状、肝障害や腎障害などが報告されている。また消化管出血、穿孔などを起こすこともあり、注意が必要。また、胃潰瘍、十二指腸潰瘍の患者および既往症のある者に対しては、症状を悪化させる可能性があるため充分な注意を必要とする。そのほか、劇症肝炎の報告や鬱血性心不全も報告されている[3]。
- 他の薬との飲み合わせに注意が必要。メトトレキサート（抗リウマチ薬）、キノロン系抗菌薬、ワルファリン（抗凝血薬）、チアジド系利尿薬、糖尿病薬その他[3]。
- アルコール（酒）は肝臓、胃などへの副作用を増幅する[3]。
- 高齢者には慎重に用いる[3]。
- マラソンのレース前の服用は、服用していないランナーと比較し、消化管痙攣、レース中及びレース後の心血管系イベント、消化管出血、血尿が有意に多い[4]。

### 報告されている副作用
医薬品添付文書には、一般的な副作用として、吐き気、消化不良、消化器潰瘍・出血、肝臓酵素増大、下痢、ふらつき、塩および体液停留、高血圧が臨床試験中に報告されていると記載されている。また、まれな副作用として、食道潰瘍、心不全、高カリウム血症、腎臓障害、昏迷、気管支痙攣、発疹、小腸・大腸の狭窄・閉塞、排尿困難、急性汎発性発疹性膿疱症も報告されている。
2016年3月、厚生労働省から日本製薬団体連合会に対して「使用上の注意」の改訂（薬生安発0322第1号）が通知され、その中でロキソプロフェンナトリウムの含有製剤（経口剤）について「小腸・大腸の狭窄・閉塞」の副作用に関しての追加がなされ、併せて「消化管穿孔」、「小腸・大腸の潰瘍」、「排尿困難」が記載された。これを受け、一般用医薬品も同様に使用上の注意の改訂が行われ、「相談すること」の服用後に副作用の可能性がある症状に「小腸・大腸の狭窄・閉塞（吐き気・嘔吐、腹痛、腹部膨満等があらわれる）」が追記された。

### 消化管障害に関する報告
NSAIDs服用による消化管障害に関して、2013年に、本剤の胃・十二指腸潰瘍の発現率に関する日本の臨床データが発表された。
対象と方法：40 - 74歳の健康成人に対し（試験前に内視鏡検査で胃・十二指腸潰瘍がないことが確認されている）、COX-2選択的阻害薬であるセレコキシブ bidとロキソプロフェン tid、およびプラセボを2週間投与し、投与終了後、内視鏡検査を実施し、胃・十二指腸潰瘍発現率について検討した。
結果：上部消化管内視鏡で確認された、胃・十二指腸潰瘍の発現率
セレコキシブbid群→1.4%（1/74例）
ロキソプロフェンtid群→27.6%（21/76例）
プラセボ群→2.7%（1/37例）
セレコキシブ群はロキソプロフェン群よりも、胃・十二指腸潰瘍の発現率が有意に低く（p＜0.0001、Cochran-Mantel-Haenszel検定）、プラセボ群と同程度であった。
結論：この試験では、対象が健康成人であること、試験期間が短期であるという限界はあるものの、胃・十二指腸潰瘍発現率に関して、セレコキシブはロキソプロフェンに対する優越性が認められた。副作用に関しては、セレコキシブ群が31.6%（24/76例）、ロキソプロフェン群が50.0%（38/76例）、プラセボ群が18.9%（7/37例）であった。各副作用の重症度はいずれも低かった。

### 相互作用
下記薬剤との薬物相互作用が報告されている。
- クマリン系抗凝血剤、第Xa因子阻害剤、スルホニル尿素系血糖降下剤、 ニューキノロン系抗菌剤、メトトレキサート、リチウム製剤、チアジド系利尿薬、ACE阻害剤、アンジオテンシンII受容体拮抗剤

## 代謝
プロドラッグであり、肝臓、皮膚、筋肉でのカルボニル還元酵素の代謝により、体内で速やかに活性の高いtrans-OH型に変換される。発熱や炎症を引き起こす原因となるプロスタグランジンの生合成を抑制することで炎症を鎮め、腫れの抑え、鎮痛、解熱作用などを示す。
薬理的にはプロスタグランジンの合成酵素であるシクロオキシゲナーゼ(COX)を阻害することによる。
こうした非ステロイド性抗炎症薬 (NSAIDs) は、特徴として、鎮痛作用が強く消化器への副作用も強いが、ロキソプロフェンはプロドラッグであるため、体内で吸収されるまで作用を示さず、これによりNSAIDsの副作用である胃腸障害を軽減している。

## 種類
種類としては、内服剤（錠剤・散剤・液剤）と外用剤（貼付剤・塗布剤）がある。
従来は処方箋医薬品のみであったが、一般用医薬品へのスイッチOTCが認められ、2011年1月には第一三共ヘルスケアから解熱鎮痛薬「ロキソニンS」が第一類医薬品として発売、広告など一般消費者向けマーケティングがなされ、薬剤師が常駐しているドラッグストアでの購入が可能となり、その効果とともに商品名が一挙に多くの人が知るところとなった。2015年に入るとライオンや興和などの同業他社からも、後発医薬品が発売されるようになり、他の有効成分と組み合わせた合剤も、一般用医薬品として発売された。
2016年8月には、外用剤もスイッチOTC化されて「ロキソニンSテープ」・「ロキソニンSテープL」・「ロキソニンSパップ」・「ロキソニンSゲル」が一般用医薬品として発売され、内服剤同様に薬剤師のいる薬局での購入が可能となった。外用剤については、発売当初は要指導医薬品に区分されていたが、第一類医薬品の区分変更を経て、2020年8月25日付で第二類医薬品へ再度区分変更され、登録販売者の常駐するドラッグストアや一般用医薬品を取り扱う店舗（スーパーマーケットやディスカウントストア）での購入が可能となった。

## OTCの種類
2024年3月時点で以下の製品が第一類医薬品及び要指導医薬品として市販されている。
第一三共ヘルスケア
- ロキソニンS
- ロキソニンSプラス
- ロキソニンSクイック
- ロキソニンSプレミアム
- ロキソニンSプレミアムファイン
- ロキソニン総合かぜ薬（要指導医薬品）

興和
- コルゲンコーワ鎮痛解熱LXα
- コルゲンコーワLX錠（要指導医薬品）

大正製薬
- ナロンLoxy
- ロキソプロフェンT液

日本での包装例
- ロキソニン錠60mg（第一三共）
- ロキソニンS（第一三共ヘルスケア）